# Mualim
Mualim (tur. muallim ← ar. mu̔allim) je pojam iz islamskog školstva. Mualim je vjeroučitelj, naročito u mektebu. Vjeroučiteljica je mualima.

## Vanjske poveznice
- e-Publishing Filozofskog fakulteta u Sarajevu  Arhivirana inačica izvorne stranice od 31. ožujka 2020. (Wayback Machine)